# Gikt
Gikt är en ledinflammation (artrit) som orsakas av att halten svårlöslig urinsyra (urat) i blodet ökar (hyperurikemi), och faller ut i kristaller (konkrement). Urinsyran kristalliserar och lägger sig i leder, senor och omgivande vävnad.
Diagnosen gikt ställs vanligen efter att man konstaterat hyperurikemi och akut ledinflammation. Referensvärdena för urinsyra i blodet är 155–350 µmol/L för kvinnor i fertil ålder, 155–400 µmol/L för kvinnor över 50 år, och 230–480 µmol/L för män. I ungefär hälften av fallen har personer normala nivåer urinsyra, och diagnos ställs då genom att analysera huruvida ledvätskorna innehåller kristaller.

## Orsaker
Gikt uppstår av samma orsaker som hyperurikemi, oavsett om det sammanfaller med för höga nivåer urinsyra i blodet eller inte. Gikt kan bero på minskad utsöndring av urinsyra, vilket med normal produktion av ämnet leder till högre nivåer i blodet. Det kan också uppkomma för att kroppen börjar tillverka mer urinsyra. Båda orsakerna kan antingen uppkomma som följd av annan sjukdom eller som biverkning av läkemedel. Livsstilsfaktorer är också av betydelse. I synnerhet stort alkoholintag ökar risken för gikt.
Levern tillverkar urinsyra från puriner, vilka delvis intas med föda och delvis tillverkas av kroppen. Om det av någon orsak finns för mycket urinsyra, bildas kristaller. Detta kan bland annat ske i ledvätskorna. I så fall reagerar granulocyter, varigenom proteaser och cytokiner frigörs. Gikt definieras alltså som kristaller av urinsyra i ledvätskor, vilket orsakat en akut inflammation.
Gikt kan uppstå efter behandling med vätskedrivande medel, av proteinrik mat med mycket puriner, och efter stort intag av alkoholdrycker.  njursjukdom, högt blodtryck, psoriasis, leukemi och metabolt syndrom, är några sjukdomar som kan ge, eller sammanfaller med gikt. Gikt har vidare ett samband med hjärtinfarkt och typ 2-diabetes.
I några fall beror gikt på ämnesomsättningssjukdomar, vilket i så fall kallas primär gikt. Sådana sjukdomar är ärftliga, och ger vanligen tidigare insjuknande.
Det har varit svårt att förklara gikt vid fall av normala blodnivåer av urinsyra. Olika förklaringsmodeller har innefattat syra-bas-relationen, och förändrade albumin- eller globulinvärden. I en del sådana fall kan gikten uppstå som bursit.

## Symptom
Gikt yttrar sig genom att leden svullnar, rodnar och ömmar starkt (artralgi). Smärtan beskrivs som brännande, och är så stark att varje belastning, om än så lätt som av lakanen, förvärrar den. Attackerna uppkommer plötsligt och återkommande, vanligen på natten. Första attacken brukar uppkomma i  stortån. Detta tillstånd kallas portvinstå. Inflammationen kan yttra sig i feber och ökat C-reaktivt protein.
Obehandlade pågår attackerna från någon dag till någon vecka. Första attacken är som regel kortvarig, medan mera fortskridande sjukdom ger attacker som är mer långvariga.
Många med gikt utvecklar med tiden tofus, som ofta yttrar sig som knottror i huden på fingrar, tår eller ytteröron. Detta drabbar i synnerhet personer med obehandlad gikt. Kristallerna kan även bilda njursten.
Gikt kan bli kronisk. Tofus är vanligare vid detta tillstånd, liksom att flera leder är drabbade. Vid kronisk gikt varvas attacker med perioder med lågaktiv inflammation.

## Behandling
Akut gikt kan behandlas med en kortisol-injektion i leden. Vid långtidsbehandling av gikt används allopurinol (en xantinenzymhämmare). Indometacin var ett (NSAID-)preparat som förr brukade används för samma syfte, men det numera har ersatts med mer lämpade behandlingar.

## Historia
De äldsta arkeologiska fyndet av gikt har påträffats i lederna hos en ungefär 4 000 år gammal egyptisk mumie. Sjukdomen omnämns även i Papyrus Ebers och beskrevs av läkekonstens fader Hippokrates som kallade den podager. Den holländske autodidakten Antonie van Leeuwenhoek gjorde tidiga betraktelser av ledvätskan i mikroskop och den samtida brittiske läkaren Thomas Sydenham publicerade 1683 en detaljerad beskrivning av tillståndet i Tractatus de podagra et hydropi.
Den engelske läkaren Alfred Baring Garrod blev på 1840-talet den första att koppla tillståndet till en förhöjd halt av urinsyra. Metabolismen från Purin till urinsyra beskrevs senare av den tyske kemisten Emil Fischer, vilket bidrog till att han 1902 erhöll Nobelpriset i kemi. Läkemedlet probenecid lanserades i mitten av 1900-talet och 1961 upptäcktes pseudogikten när man för första gången kunde påvisa förhöjda pyrofosfatnivåer i ledvätska från "giktpatienter" utan förhöjda urinsyranivåer. Snart därefter lanserades läkemedlet allopurinol som fått bred användning i förebyggande syfte mot gikt. De amerikanska forskarna George H. Hitchings och Gertrude B. Elion belönades slutligen 1988 med Nobelpriset i fysiologi eller medicin för arbetet med att ta fram preparatet.